# Larry James
George Lawrence "Larry" James (Nova Iorque, 6 de novembro de 1947 – Nova Jérsei, 6 de novembro de 2008) foi um praticante de atletismo norte-americano, medalhista de ouro no revezemento 4x400 metros dos Jogos Olímpicos de Verão de 1968 junto com Vincent Matthews, Ron Freeman e Lee Evans.